# ボローニャ＝ヴェローナ線
ボローニャ＝ヴェローナ線 (Ferrovia Bologna-Verona) は、イタリアの主要鉄道路線である。全線が複線であり直流3,000Vで電化されている。エミリア＝ロマーニャ州ボローニャのボローニャ中央駅とヴェネト州ヴェローナのヴェローナ・ポルタ・ヌオーヴァ駅を結び、欧州横断ネットワーク（TEN-T）の1号線（ベルリン - ミュンヘン - ローマ - パレルモ）の一部を形成している。

## 歴史
1887年に最初の区間としてボローニャ - サン・ジョヴァンニ・イン・ペルシチェート間が開業したが、全線開業は1924年である。
電化は1941年に行われたが、複線化は大幅に遅れた。1990年代に複線化工事が開始され2009年に全線複線化が完了した。